# Lombard Street, San Francisco

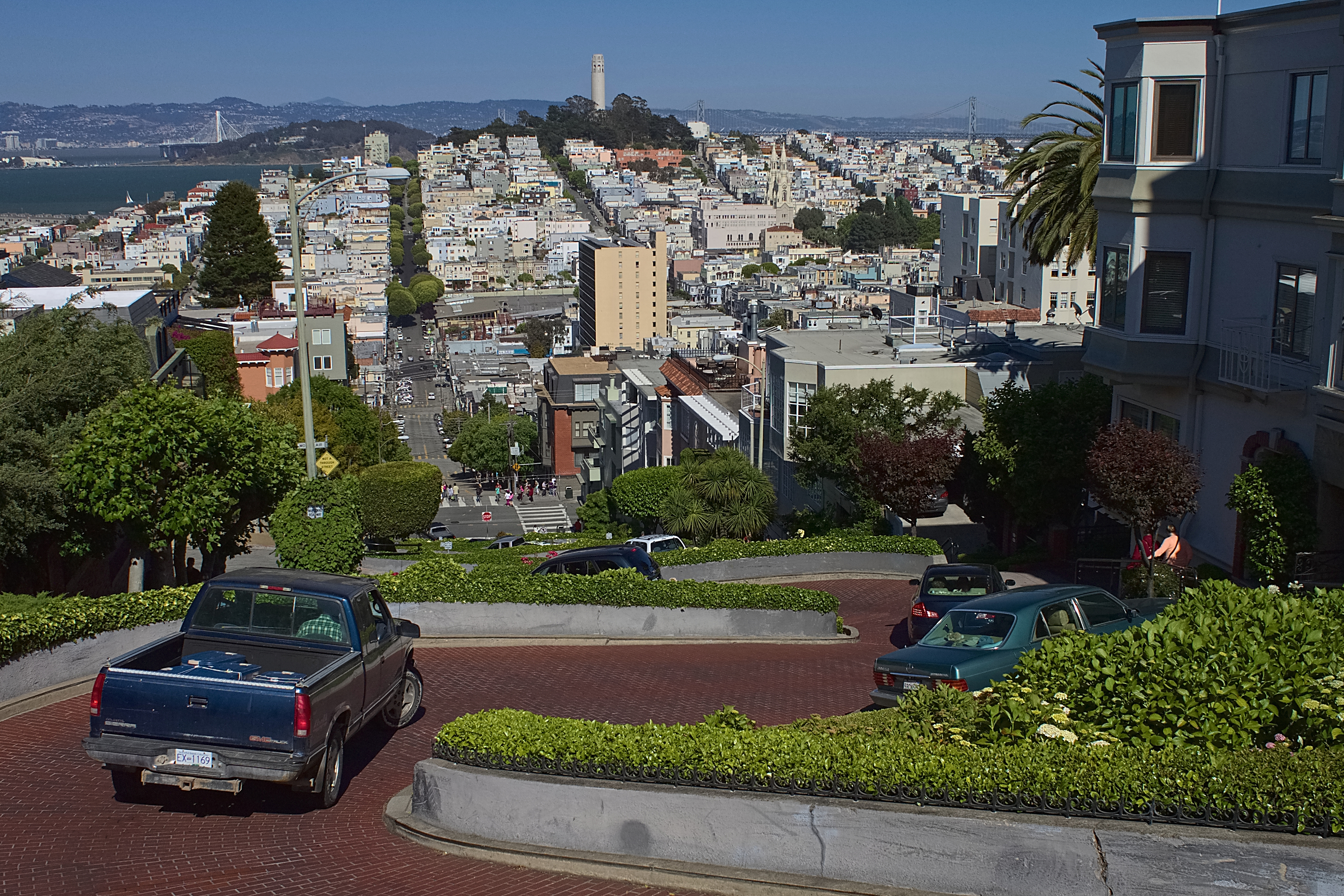
Lombard Street.

Lombard Street är en gata i San Francisco, ofta känd som världens krokigaste gata. Gatan, som går i öst-västlig riktning, är flera kilometer lång men det är den 180 meter långa sträckan mellan Leavenworth Street och Hyde Street som har gjort den känd. Mer än två miljoner bilister kör genom de åtta hårnålskurvorna varje år (2019) och kommunen överväger att begränsa trafiken  med en vägavgift.

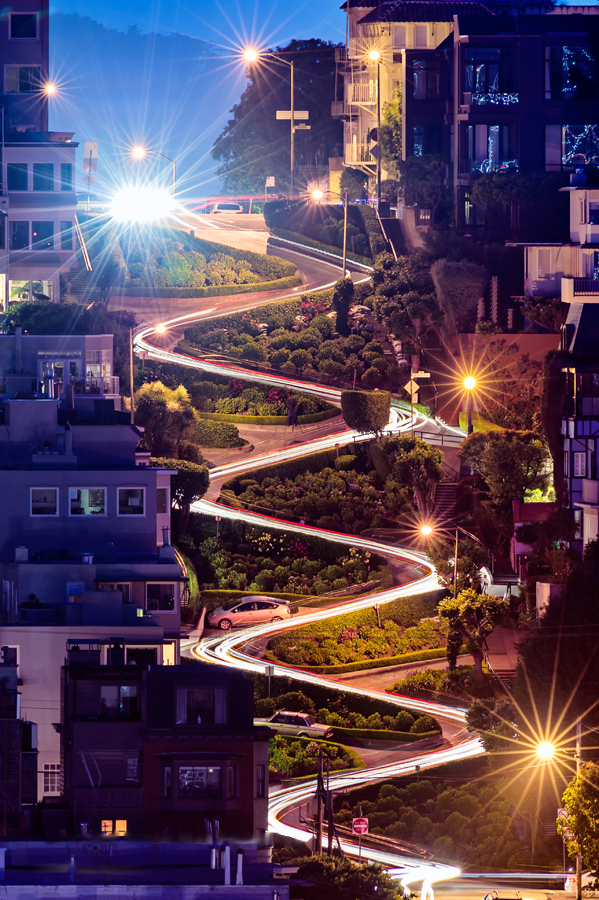
De åtta hårnålskurvorna på kvällen.

Många filmer har spelats in vid Lombard Street.